# Manuel de Baviera (1695–1747)
Manuel Francisco José de Baviera (Ámsterdam, 17 de mayo de 1695-Laufeld, 2 de julio de 1747) fue un militar y noble de origen bávaro hijo bastardo de Maximiliano II Emanuel de Baviera y Agnes Le Louchier (1672-1717).

## Biografía
Fue bautizado el 28 de mayo con los nombres de Manuel, Francisco y José. Su madre era una dama francesa, Agnes Le Louchier que contraería matrimonio con el conde bávaro Ferdinand von Arco.
Siguió la carrera militar en el ejército francés. En 1709 fue nombrado primer coronel del regimiento de infantería Royal-Bavière, costeado por su padre el elector de Baviera como testimonio de su alianza con Francia.
Participó sucesivamente en distintos conflictos bélicos de la primera mitad del siglo XVIII:
- Guerra de sucesión española.
- Guerra de sucesión polaca.
- Guerra de sucesión austríaca.

En 1723 acompañó a España a la princesa Felipa Isabel de Orleans, conocida como Madame de Beaujolais, para su compromiso con el entonces infante Carlos (futuro Carlos III de España). El 14 de mayo de 1723 se cubrió como grande de España ante Felipe V en el palacio del Buen Retiro. Su padrino fue Miguel José de Bournonville y Sainte-Aldegonde, I duque de Bournonville. En 1725 se naturalizó francés.
En 1741 fue nombrado gobernador de Praga, nombrado por su hermano Carlos por entonces rey rival de Bohemia en el marco de la Guerra de la sucesión austríaca. Posteriormente sería nombrado embajador de Luis XV también cerca de su medio hermano Carlos VII.
Falleció en la batalla de Lauffeld, parte de la guerra de sucesión austríaca.

## Matrimonio e hijos
Casó por primera vez en 1725 con Marie-Louise-Rosalie Phélypeaux (1714–1734), sin descendencia.
Contrajo segundas nupcias en 1736 con su sobrina Maria Josephine von Hohenfels (1720-1797), hija bastarda de su medio hermano el emperador Carlos VII y  Maria Caroline Charlotte von Ingenheim. El matrimonio solo tendría una hija, Marie Amélie Caroline Josèphe Xavière von Wittelsbach (1744-1820) que casó el 3 de febrero de 1761 con Armand d'Hautefort, señor de Sarcelles.

## Títulos
- Grande de España de primera clase (5 de marzo de 1723)[11]
- Conde de Baviera y del Santo Imperio.
- Marqués de Villacerf. (Reino de Francia)

### Individuales
1. ↑  Merrick, Jeffrey (2017-06). «Claude Amable de Cohade de La Garderie: Family Conflict and Political Conspiracy under Louis XV». Canadian Journal of History (en inglés) 52 (1): 1-28. ISSN 0008-4107. doi:10.3138/cjh.ach.52.1.01. Consultado el 12 de octubre de 2022.
2. ↑  «Agnes Francoise Le Louchier». Base Roglo (en francés).
3. ↑  Skalmowski, Wojciech (2003). «Princess Teresa Kunegunda Sobieska». For East is East: Liber Amicorum Wojciech Skalmowski (en inglés). Peeters Publishers. p. 169. ISBN 978-90-429-1298-4. Consultado el 12 de octubre de 2022.
4. ↑  Luynes, Charles Philippe d'Albert, duque de (1862). Mémoires du duc de Luynes sur la cour de Louis XV (1735-1758) (en francés). IX (1748-1749). Firmin didot frères, fils et cie. p. 55. Consultado el 12 de octubre de 2022.
5. ↑  Chevigny (1752). «118». La Science des personnes de cour, d'épée et de robe (en francés) VI.
6. ↑  «Madrid, 16 de Marzo de 1723.- Los Reyes se restituyen del Real Sitio de Balsaín al Palacio del Buen Retiro. El Rey tiene capilla en la Iglesia de San Jerónimo. Se cubre por Grande de España al Duque de Populi, y al Conde de Baviera. Cuatro Diputados de la Real Academia Española hacen besamanos sus Majestades y dar el parabién por la boda del Infante Carlos. Su Majestad confiere a Diego Morcillo el Arzobispado de Lima, el de Charcas a Juan Necolalde.». Gazeta de Madrid (11). 16 de marzo de 1723. p. 44.
7. ↑  Rouvroy, Louis de, duque de Saint-Simon (1988).  Yves Coirault, ed. Mémoires suivi de Additions au Journal de Dangeau (en francés) VIII. Bibliothèque de la Pléiade. p. 562.
8. ↑  «Hamburgo, 15 de Diciembre de 1741.- Fallece la Reina de Suecia. Siostierna es nombrado Vicealmirante de la Escuadra del Rey de Suecia. Se prepara la Coronación del Elector de Baviera como Rey de Bohemia. El ejército austriaco se retira a Tabor y Budweis. El Conde de Baviera queda como Gobernador de Praga. Continúan las conferencias para la Elección de Emperador. Montijo, Embajador de España, visita al Elector de Colonia.». Gaceta de Madrid (2). 9 de enero de 1742. pp. 10-11.
9. ↑  «París,7 de Diciembre de 1743.-El Conde de Baviera ha sido nombrado Embajador Extraordinario de su Majestad cerca del Emperador. Las Escuadras que se hallan en Tolón esperan el arribo de las tropas que desfilan a Provenza para hacerse a la vela. El Mariscal de Coigny ha construido reductos en la isla de Rhinmarck.». Gaceta de Madrid (52). 24 de diciembre de 1743. p. 420.
10. ↑  «Marie Amélie Caroline Josèphe Xavière von Wittelsbach». Base Roglo. Consultado el 12 de octubre de 2022.
11. ↑  Fernández-Mota de Cifuentes, María Teresa (1965). «Relación de títulos nobiliarios vacantes». Revista Hidalguía (Ediciones Hidalguia) (70): 351. Consultado el 12 de octubre de 2022.